# 큰천산갑
큰천산갑(Smutsia gigantea)은 유린목에 속하는 포유류의 일종이다. 서아프리카에서 우간다에 이르는 적도 근처의 아프리카에 분포한다. 천산갑 중에서 가장 크다. 거의 전적으로 개미와 흰개미를 먹고 산다. 1815년, 일리거(Johann Karl Wilhelm Illiger)가 처음 기술하였다.

## 서식 및 분포

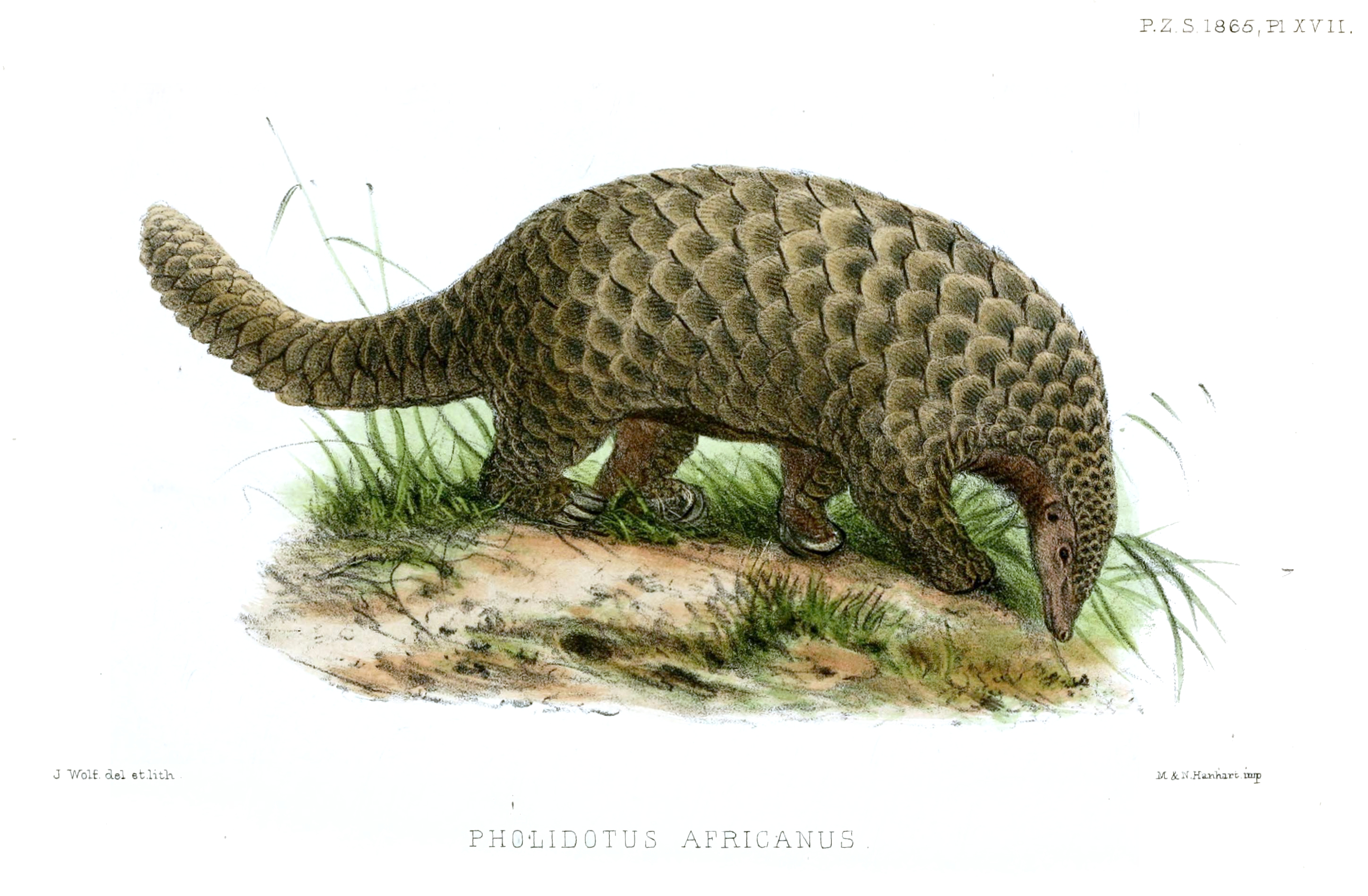
존 울프(John Wolf)의 그림

큰천산갑은 여러 나라에 서식하며, 우간다와 탄자니아 그리고 케냐 서부에 가장 많이 산다. 사바나, 우림 그리고 숲에서 주로 발견되며, 흰개미 개체군이 사는 지역과 물을 얻을 수 있는 지역에서 서식한다. 고지대에서는 살지 않는다.
서식지 파괴와 산림 훼손, 부시미트 매매와 등 껍질에서 의약품 성분을 추출하기 위한 사냥때문에 이 종이 현저히 줄어들고 있어서, 개체수에 대한 관심이 필요하다. 야행성 동물이기 때문에 이 종에 대한 연구는 부족하다. 현재, 국제 자연 보전 연맹(IUCN)은 이 종을 "위기"(Endangered) 상태로 분류하고 있다.